# یونیتی ۲۲
یونیتی ۲۲ یا ویرجین گلکتیک یونیتی ۲۲ (انگلیسی: Virgin Galactic Unity 22) یک پرواز فضایی زیر مداری اسپیس‌شیپ دو کلاس وی‌اس‌اس یونیتی توسط ویرجین گلکتیک است که در ۱۱ ژوئیه ۲۰۲۱ انجام شد. سرنشینان این پرواز را خلبانان دیوید مکای و مایکل ماسوچی و همچنین مسافران سیریشا بندلا، کالین بنت ، بت موزس و ریچارد برانسون تشکیل می‌دادند.

## پیشینه
در ۷ ژوئن ۲۰۲۱، جف بزوس اعلام کرد که مشغول برنامه‌ریزی مشارکت خود در نخستین پرواز سرنشین‌دار شرکت خود بلو ارجین باشد، این به معنای حضور در اولین پرواز با خدمه به فضا (پرواز زیر مداری) یک شرکت خصوصی است که به‌طور کامل با هزینهٔ شخصی تأمین می‌شود. در روزهای بعد شایعاتی مبنی بر اینکه ریچارد برانسون در حال پر کردن فرم‌هایی برای انجام پرواز زیرمداری مشابهی؛ برای پیروزی بر بروس در رسیدن به دستاورد نخستین بودن، بنام بخشی از شرکت خصوصی خود بوده، شنیده می‌شد. اکنون گفتگوهایی مورد بحث است که: ویرجین گلکتیک، که به خط کارمان نزدیک می‌شود، اما به آن نمی‌رسد، آیا در واقع چنین پروازی نخستین پرواز خصوصی تجاری به فضا را رقم می‌زند یا نه.
با وجود رقابت موجود (که لقب «مسابقه فضایی میلیاردرها» را به خود گرفته)، کمی پیش از پرواز، بزوس برای برانسون آرزوی موفقیت کرد.ایلان ماسک بنیان‌گذار و مدیر اجرایی اسپیس‌اکس نیز شخصاً کمی پیش از پرواز با برانسون ملاقات کرد.

## پرواز
در ۱۱ ژوئیه ۲۰۲۱ وسیله پرتاب فضائیِ وی‌ام‌اس اوه یونیتی ۲۲ را درون یک وسیلهٔ پارازیت
با رهاسازی راه‌اندازی کرد.